# Pancerni (okres wczesnofeudalny)

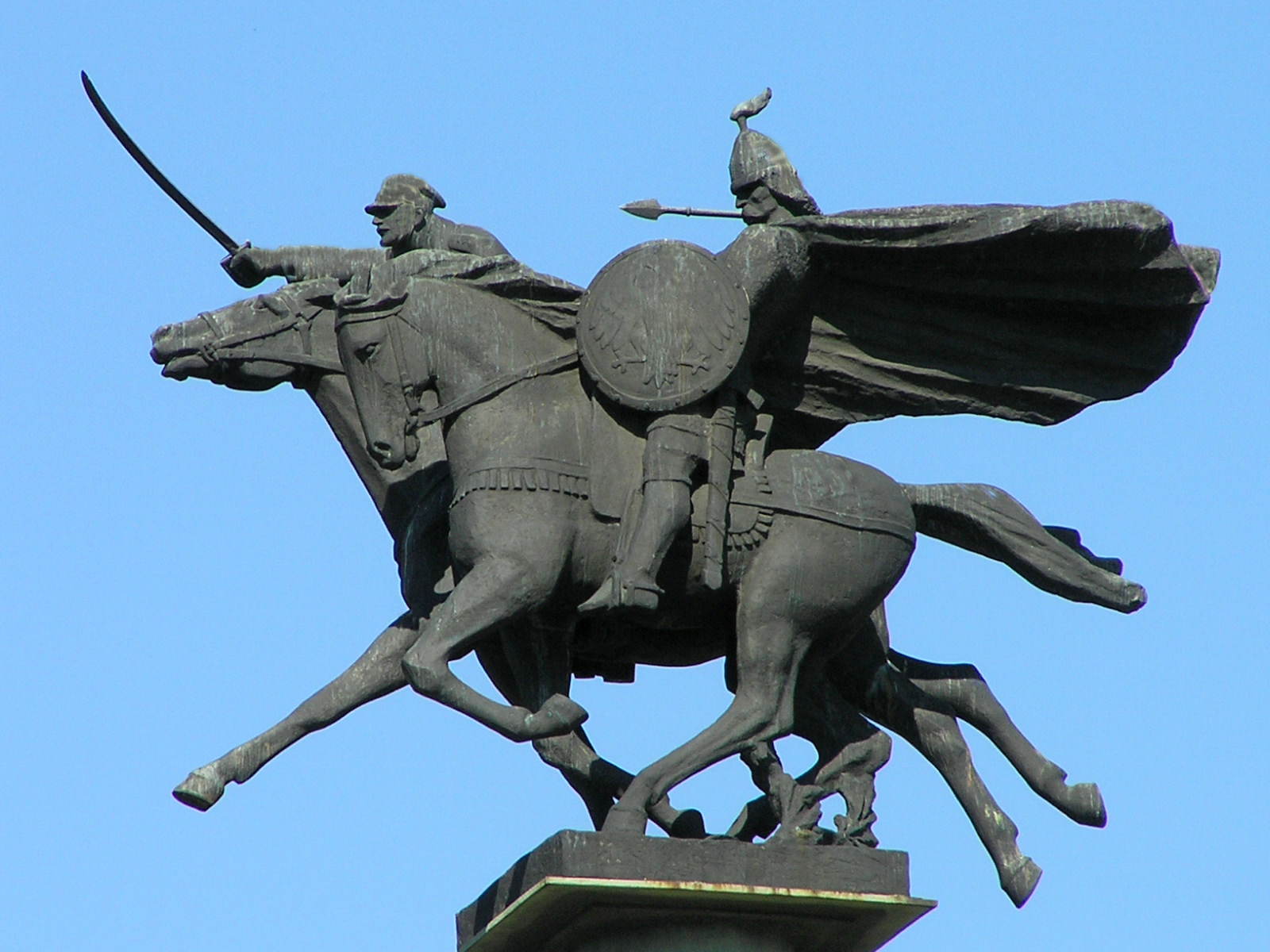
Pomnik Tysiąclecia Jazdy Polskiej na Rondzie Jazdy Polskiej w Warszawie upamiętniający 1000 lat jazdy polskiej przedstawiający pancernego z drużyny Mieszka I oraz ułana z okresu II Rzeczypospolitej

Pancerni (łac. loricati) – ciężka polska kawaleria w okresie wczesnofeudalnym stanowiąca najważniejszą część drużyny pierwszych Piastów. Była prototypem późniejszej jazdy rycerskiej.
W skład armii polskiej pierwszych Piastów wchodziło pospolite ruszenie całej ludności oraz drużyna – wojsko zawodowe. Pancerni wchodzili w skład drużyny i stanowili podstawę formacji zaczepno-obronnej ówczesnej Polski. Była to kawaleria przypominająca nieco ówczesne rycerstwo zachodnioeuropejskie. Ich broń była bardzo wszechstronna. Pojedynczy wojownik był uzbrojony we włócznię, miecz, topór oraz łuk. Oprócz tego posiadał uzbrojenie ochronne w postaci hełmu, tarczy i pancerza. Wojsko to, podobnie jak cała drużyna, zorganizowane było w system dziesiętny, co znaczy, że najmniejszy oddział liczył dziesięciu wojowników, na czele których stał dziesiętnik. Dziesiątki łączono w większe oddziały – setki z setnikiem. Pancerni brali udział między innymi w bitwie pod Cedynią oraz we wszystkich wojnach toczonych przez państwo pierwszych Piastów. Z czasem nazwa „pancerni” zaniknęła wraz z powstaniem rycerstwa jako klasy społecznej w społeczeństwie feudalnym.
Według relacji arabskiego kronikarza Ibrahima ibn Jakuba Mieszko I posiadał trzy tysiące pancernych, „a ich setka znaczy tyle, co tysiąc innych wojowników”. Z kolei Bolesław I Chrobry według Galla Anonima posiadał 3900 pancernych, co wielu badaczy jednak kwestionuje, uważając tę liczbę za zawyżoną.